# Чернооко юнко
Черноокото юнко (Junco hyemalis) или Овесарка Юнко е вид дребна птица от семейство Овесаркови (Emberizidae).

## Разпространение
Разпространена е в цяла Северна Америка, главно в местности с храсти и в горите, като обикновено прекарва лятото в по-северните части и зимуват на юг.

## Описание
Макар че е доста разнообразна на външен вид, най-често има сивкава окраска, а на дължина достига 13 – 17 cm.